# Olle Pettersson (friidrottare)
Nisse Olof "Olle" Pettersson, född 25 oktober 1911 i Borås församling i dåvarande Älvsborgs län, död 28 november 1993 i Borås Gustav Adolfs församling i samma län, var en svensk idrottsman (medeldistanslöpare). Han tävlade för IK Ymer.
Holmgren vann SM på 1 500 m år 1934 och samma år vann han även Dicksonpokalen.
Han var från 1944 gift med Elna Theresia Pettersson (1916–2001).